# كانون 300 دي
كانون 300 دي (بالإنجليزية: Canon EOS 300D)‏ أو EOS Digital Rebel هي كاميرا احترافية 6.3 ميجا بيكسل من إنتاج شركة كانون وحجم الشاشة 1.8 بينما سرعة الغالق400 وقد طرحت في السوق في صيف 2003